# Matthew Beard (actor estadounidense)
Matthew Beard Jr. (Los Ángeles, 1 de enero de 1925-Los Ángeles, 8 de enero de 1981) fue un actor infantil de nacionalidad estadounidense, conocido principalmente por interpretar a Stymie en los cortos de La Pandilla entre 1930 y 1935.

## Años enLa Pandilla
Nacido en Los Ángeles, California, Beard, antes de ser contratado para actuar cinco años en La Pandilla ya había hecho papeles infantiles en muchas producciones cinematográficas. En contraste con Farina, el personaje al que reemplazaba, Stymie era un estafador de lengua ágil, seguro de sí mismo, indiferente, siempre con cometarios maliciosos e ideas inteligentes frente a los problemas a los que se enfrentaba. La característica principal del personaje era la cabeza rapada con un gran bombín, un regalo que Beard había recibido del comediante Stan Laurel, que también había trabajado con el creador de La Pandilla, Hal Roach. Stymie fue el único personaje que había reemplazado a uno de los miembros originales del grupo (Allen "Farina" Hoskins), y que a su vez fue sustituido por un personaje que continuó en la formación hasta la desaparición de la misma, Billie "Buckwheat" Thomas. 
El nombre "Stymie" fue ideado por el director de La Pandilla Robert F. McGowan, que siempre estaba frustrado ("stymied") por los curiosos paseos sin rumbo que el pequeño Matthew hacía por el estudio. Sin embargo, el personaje iba a llamarse originalmente "Hercules". McGowan posteriormente recordaría que Stymie era su favorito de todos los chicos de La Pandilla. Beard, entonces con cinco años de edad, llegó a la serie un año después de la transición de la misma al cine sonoro. Tuvo la exclusiva distinción de estar en el grupo desde el sonoro de "Miss Crabtree" de los primeros años treinta, a través del período de transición mediada la década, hasta la época del grupo más familiar formado por Spanky, Alfalfa, y Buckwheat, el que finalmente reemplazaría a Stymie en 1935.
La paga de Beard ayudó a mantener a su familia en el Este de Los Ángeles, incluidos trece hermanos y hermanas. Tras llamar Beard a su hermano menor Bobbie "Cotton", sus padres le permitieron dar nombre a todos sus hermanos al nacer ellos. A uno lo llamó "Dickie", en homenaje a su mejor amigo, el actor infantil y compañero suyo en La Pandilla Dickie Moore. Otros cuatro miembros de la familia de Beard actuarían en las comedias de La Pandilla:
- Su hermana menor Betty Jane Beard precedió a Stymie en el grupo, interpretando al hermano pequeño de Farina, Hector, en Moan & Groan, Inc. y When the Wind Blows (a pesar de que era una niña).
- Su hermana más joven, Carlena Beard, fue la hermana menor de Stymie en Shiver My Timbers, Readin' and Writin', y For Pete's Sake!. No actuó, sin embargo, en The First Round-Up.
- Su hermano menor, Bobbie Beard, actuó en seis cortos de La Pandilla desde 1932 a 1934 haciendo el papel del hermano pequeño de Stymie, "Cotton."
- Su madre, Johnnie Mae Beard, hizo un cameo como la madre de Stymie en Big Ears y en Free Wheeling. Además de Matthew, fue la única de la familia Beard en tener un papel hablado en la serie.

## Época posterior a La Pandilla
Tras dejar Beard la serie en 1935, a los diez años de edad, siguió haciendo papeles menores en diferentes largometrajes, entre ellos El capitán Blood (1935, con Errol Flynn) y Jezabel (1938, con Bette Davis). A los quince años hizo una actuación como "Mose" en el film de 1940 dirigido por Fritz Lang The Return of Frank James, con Henry Fonda y con Jackie Cooper. En la época en que estudiaba secundaria en high school se había retirado de la interpretación. Después cayó en el abuso de drogas y en la vida callejera; Beard se hizo adicto a la heroína, pasando la mayor parte de su vida adulta entrando o saliendo de prisión a causa de ello.
En la década de 1960 entró en Synanon, un centro de rehabilitación en Los Ángeles, consiguiendo superar su adicción a la heorína. Tras dejar Synanon, volvió a actuar durante un tiempo, haciendo pequeños papeles en largometrajes y episodios televisivos como Sanford and Son y Good Times, serie esta última en la que tuvo el papel recurrente de "Monty". En 1978 actuó en el film The Buddy Holly Story llevando su clásico bombín. Beard también viajó por el país dando conferencias sobre el peligro del consumo de drogas.

## Fallecimiento
Beard sufrió un ictus en 1981, dos días después de cumplir los 56 años. Se lesionó en la cabeza y falleció a causa de una neumonía el 8 de enero de 1981. En ese momento residía en Los Ángeles, California. Fue enterrado en el Cementerio Evergreen de Los Ángeles.